# Saison 2006 de la Ligue canadienne de football
Navigation
2005 2007
2006 est la 49e saison de la Ligue canadienne de football et la 123e saison depuis la fondation de la Canadian Rugby Football Union en 1884.

## Événements
Le 9 avril 2006, la Ligue canadienne de football annonce qu'elle suspend les opérations des Renegades d'Ottawa pour la saison 2006. En conséquence, les Blue Bombers de Winnipeg sont de nouveau assignés à la division Est, comme cela avait été le cas en 1987 et en 1997. Le 12 avril, un repêchage de dispersion est tenu afin de répartir les joueurs des Renegades dans les autres équipes. Le 27 septembre, la ligue annonce qu'il n'y aura pas d'équipe à Ottawa au moins jusqu'en 2008.
Pour la première fois en 2006, l'entraîneur-chef peut contester la décision d'un arbitre et demander que la reprise vidéo soit examinée.

## Classements
| Clt   | Équipe                   | PJ | V  | D  | N | BP  | BC  | Pts |
| ----- | ------------------------ | -- | -- | -- | - | --- | --- | --- |
| +001, | Alouettes de Montréal    | 18 | 10 | 8  | 0 | 451 | 431 | 20  |
| +002, | Argonauts de Toronto     | 18 | 10 | 8  | 0 | 359 | 343 | 20  |
| +003, | Blue Bombers de Winnipeg | 18 | 9  | 9  | 0 | 362 | 408 | 18  |
| +004, | Tiger-Cats de Hamilton   | 18 | 4  | 14 | 0 | 292 | 495 | 8   |

| Clt   | Équipe                           | PJ | V  | D  | N | BP  | BC  | Pts |
| ----- | -------------------------------- | -- | -- | -- | - | --- | --- | --- |
| +001, | Lions de la Colombie-Britannique | 18 | 13 | 5  | 0 | 555 | 355 | 26  |
| +002, | Stampeders de Calgary            | 18 | 10 | 8  | 0 | 477 | 426 | 20  |
| +003, | Roughriders de la Saskatchewan   | 18 | 9  | 9  | 0 | 465 | 434 | 18  |
| +004, | Eskimos d'Edmonton               | 18 | 7  | 11 | 0 | 399 | 468 | 14  |

## Séries éliminatoires

### Demi-finale de la division Ouest
- 5 novembre : Roughriders de la Saskatchewan 30 - Stampeders de Calgary 21

### Finale de la division Ouest
- 12 novembre : Roughriders de la Saskatchewan 18 - Lions de la Colombie-Britannique 45

### Demi-finale de la division Est
- 5 novembre : Blue Bombers de Winnipeg 27 - Argonauts de Toronto 31

### Finale de la division Est
- 12 novembre : Argonauts de Toronto 24 - Alouettes de Montréal 33

### 94ecoupe Grey
- 19 novembre : Les Lions de la Colombie-Britannique gagnent 25-14 contre les Alouettes de Montréal au Stade Canad Inns à Winnipeg (Manitoba).

## Honneurs individuels
- Joueur par excellence : Geroy Simon (RÉ), Lions de la Colombie-Britannique
- Joueur défensif par excellence : Brent Johnson (en) (LD), Lions de la Colombie-Britannique
- Joueur de ligne offensive par excellence : Rob Murphy (en) (LO), Lions de la Colombie-Britannique
- Joueur canadien par excellence : Brent Johnson (en) (LD, Lions de la Colombie-Britannique
- Recrue par excellence : Aaron Hunt (en) (AD), Lions de la Colombie-Britannique
- Joueur des unités spéciales par excellence :  Sandro DeAngelis (en) (B), Stampeders de Calgary